# Potez 230
Il Potez 230 fu un caccia intercettore monomotore ad ala bassa sviluppato dal consorzio francese Société nationale de constructions aéronautiques du Nord (SNCAN) nei tardi anni trenta e rimasto allo stadio di prototipo.
Sviluppo del precedente pari ruolo ANF Les Mureaux 190, venne realizzato su iniziativa privata dell'ingegnere André Brunet come naturale evoluzione del concetto di caccia leggero espresso da una precedente specifica C1 emessa dal Ministero dell'aria, tuttavia il suo sviluppo venne interrotto dagli eventi bellici avversi alla Francia durante la Seconda guerra mondiale.

## Storia del progetto
L'origine del concetto di legier Chasse "Jockey" detto anche Plan Caquot, programma per la realizzazione di un caccia leggero basato su aerei da competizione, risaliva ai primi anni trenta e benché giudicata un insuccesso, ciclicamente questa classe di velivoli veniva riproposta. Tra gli estimatori del concetto c'era l'ingegnere André Brunet già a capo dell'ufficio tecnico della ANF Les Mureaux che sulla base di quelle specifiche per aveva realizzato i progetti degli ANF Les Mureaux 170, 180 e 190, modelli che però non erano riusciti per vari motivi a superare le prime fasi di sviluppo.
Con il processo di nazionalizzazione che riguardava l'intera industria bellica francese la ANF Les Mureaux andò a formare, assieme alla Potez di Méaulte, ai Chantiers Aéro-Maritimes de la Seine (CAMS) di Sartrouville, all'Amiot di Caudebec-en-Caux e alla Bréguet di Havre, la SNCAN, un consorzio che mantenne gli stabilimenti delle precedenti realtà aziendali. André Brunet, entrato quindi a far parte dell'ufficio tecnico della SNCAN, decise di avviare un programma di sviluppo del suo ANF Les Mureaux 190 con la collaborazione degli ingegneri René Lemaître e Hubert presso gli stabilimenti ex Potez di Sartrouville.
Il nuovo modello, identificato come Potez 230, riproponeva l'aspetto generale del 190 con alcune migliorie tecniche, adottando una diversa motorizzazione, abbandonando la soluzione del propulsore raffreddato ad aria per un'unità dalla risaputa affidabilità, l'Hispano-Suiza 12X 12 cilindri a V raffreddato a liquido, e riprendendo il carrello d'atterraggio retrattile che doveva equipaggiare il 191 rimasto solo allo stadio progettuale. Il risultato fu un compatto velivolo monoposto, monoplano ad ala bassa, di costruzione interamente metallica che adottava una velatura a pianta semiellittica, simile a quella del precedente modello.
Il prototipo venne portato in volo per la prima volta il 30 marzo 1940 dall'aeroporto aziendale di Villacoublay, ai comandi del pilota collaudatore Georges Détré ed i successivi test in volo non evidenziarono che inconvenienti minimi. Gli interventi atti a risolverli, all'impianto di raffreddamento del motore, adottando una diversa pompa dell'acqua, ed al carrello, sostituendo gli ammortizzatori con un tipo più morbido per evitare che le asperità del terreno influissero sul corretto funzionamento del carburatore, permisero al 230 di raggiungere, il successivo 8 maggio, una velocità massima di 440 km/h sul livello del mare e 560 km/h alla quota di 5 000 m, prestazione destinata a salire a 630 km/h con la pianificata sostituzione del motore con il più potente Hispano-Suiza 12Y.
Lo sviluppo del modello venne congelato a seguito delle vicende belliche avverse alla Francia durante la seconda guerra mondiale. L'avanzata tedesca durante la Campagna di Francia raggiunse Villacoublay e le autorità della Wehrmacht trovarono il velivolo ancora intatto. Venne quindi requisito e su richiesta del Reichsluftfahrtministerium (RLM), il ministero competente su tutta l'aviazione del periodo della Germania nazista, inviato in patria ad un centro sperimentale per esaminare la particolare ala a struttura integrale.

## Tecnica
Il 230 era un velivolo dall'impostazione moderna, di costruzione interamente metallica, che riproponeva l'aspetto del precedente ANF Les Mureaux 190, un compatto monomotore in configurazione traente, monoplano ad ala bassa, monoposto a carrello triciclo posteriore.
La fusoliera, a sezione ovale, era realizzata con struttura metallica costituita da quattro longheroni abbinati a centine a sezione aperta. Ricoperta anteriormente da pannelli metallici smontabili e posteriormente da lamierati sagomati, era caratterizzata dall'unico abitacolo chiuso riservato al pilota al quale si accedeva tramite il tettuccio apribile a scorrimento. Posteriormente terminava in un impennaggio classico monoderiva dai piani orizzontali a sbalzo.
La velatura, realizzata in metallo in un unico pezzo a struttura scatolare, era monoplana, posizionata bassa sulla fusoliera ed a pianta ellittica, con le due sezioni semiellittiche che venivano congiunte alla fusoliera su quattro punti d'attacco. Il bordo d'attacco ed il bordo d'uscita, che integrava i flap a fessura a comando idraulico, erano successivamente uniti alla struttura scatolare che fungeva da elemento di forza.
Il carrello d'atterraggio era fisso, con i due elementi anteriori indipendenti con gambe di forza ammortizzate, dotato di ruote carenate ed integrato posteriormente da un ruotino d'appoggio posizionato sotto la coda.
La propulsione era affidata ad un motore Hispano-Suiza 12Xcrs, un 12 cilindri a V raffreddato a liquido in grado di erogare, in quella versione, una potenza pari a 670 hp (500 kW), posizionato all'apice anteriore della fusoliera, chiuso in una cofanatura metallica, dotata anteriormente di una presa d'aria frontale, e dalla quale uscivano singolarmente i collettori di scarico, ed abbinato ad un'elica bipala metallica.
L'armamento previsto era affidato a quattro mitragliatrici MAC 1934 M.39 calibro 7,5 mm posizionate nel profilo alare e sparanti fuori dal disco dell'elica, così da non richiedere alcun dispositivo di sincronizzazione, più un cannoncino aeronautico Hispano-Suiza HS.404 calibro 20 mm collocato tra le bancate e sparante attraverso il mozzo dell'elica.

## Utilizzatori
Francia
- Armée de l'air

utilizzato solamente durante le prove di valutazione.